# Pales basitincta
Pales basitincta là một loài ruồi trong họ Tachinidae.